# A Priori (série télévisée)
Production
Diffusion
A Priori est une série télévisée française créée par Benoit Masocco et réalisée par David Chamak et Olivier Chapelle d'après un scénario de Fabien Champion, Benoit Masocco, Mary Milojevic, Juliette Barry, Charlotte Joulia et Vincent Robert, et diffusée en France à partir du 4 février 2025 sur France 3.
Cette comédie policière est une production de Amsto (Newen Studios) pour France 3, réalisée avec la participation de France Télévisions et du Centre national du cinéma et de l'image animée,,.

## Synopsis
Iris Villeneuve, jeune capitaine de police, intègre pour son premier poste un commissariat dans la région de Montpellier. On lui attribue comme binôme Victor Montagnac, capitaine depuis plus de 30 ans, un peu las, habitué à travailler seul. Contre toute attente, leur duo fonctionne plutôt bien et ils résolvent des enquêtes criminelles qui a priori ne semblaient pas l'être.
Chacun des deux recèle un secret concernant son passé, et tente de découvrir celui de l'autre.
Leur environnement au commissariat est constitué de deux autres duos de capitaines, l'un plutôt suffisant et l'autre attachant, d'une commissaire qui tient bien son monde, Christine Janvert, et de Jules, un jeune policier chargé de l'accueil, geek à ses heures perdues.

## Distribution
- Bruno Salomone : capitaine Victor Montagnac
- Lucia Passaniti : capitaine Iris Villeneuve
- Isabelle Candelier : commissaire Christine Janvert
- Michaël Abiteboul : David Dextet
- Kahina Carina : Nesrine Faki
- Syrus Shahidi : Ryem Bouazi
- Jeaneta Domingos : Pauline Bienaimée
- Gabriel Caballero : Jules Ventroni
- Didier Constant : Fifi
- Anaïs Gournay : légiste
- Jean-Luc Cohen-Rimbault : Dalmasso

## Production

### Genèse et développement
La série est créée par Benoît Masocco, écrite par Fabien Champion, Benoît Masocco, Mary Milojevic, Juliette Barry, Charlotte Joulia et Vincent Robert, et réalisée par David Chamak et Olivier Chapelle.
Benoît Masocco, créateur et producteur de la série, précise : « A priori … c'est une série qui joue sur les idées reçues et les faux-semblants … parce qu'à une époque où les rumeurs et les fake-news se propagent à la vitesse d'un clic, il est important de gratter sous le vernis pour mieux jouer la réconciliation… Réconcilier le nord et le sud, les jeunes et les moins jeunes, les campagnes et les villes, les policiers et les citoyens … Autre public, autre ton mais mêmes enjeux : émouvoir, faire rire mais aussi raconter la société pour tenter de mieux la comprendre et l'accepter. C'était avec la même envie que j'ai créé la série jeunesse ASKIP il y a quelques années »,,,.

### Tournage
Le tournage de la série a lieu du 24 juin au 18 octobre 2024 à Vendargues, Montpellier et La Grande-Motte, dans le département français de l'Hérault en région Occitanie,,,.

### Fiche technique
- Titre français : A Priori
- Genre : comédie policière[1],[2],[4],[5]
- Production : Benoît Masocco[1],[5]
- Société de production : Amsto (Newen Studios)[1]
- Société de distribution : Newen Connect
- Réalisation : David Chamak (épisodes 1 et 2), Olivier Chapelle (épisodes 3 et 4), Laly Perret-Vannucci (épisodes 5 et 6) et Sébastien Perroy (épisodes 7 et 8)[1]
- Scénario : Fabien Champion et Benoit Masocco (épisodes 1 et 2), Mary Milojevic et Juliette Barry (épisode 3 et 6), Charlotte Joulia (épisodes 4 et 7), Vincent Robert (épisode 4), Julien Gallet, Scherazade Kouloughli, Laurie Catrix et Christophe Joaquin (épisode 5), Sarah Schenkel (épisode 7), Anastasia Heinzl et Adeline Laffitte (épisode 8)[1],[5]
- Musique : Yannis Dumoutiers et Benjamin Balthazar
- Décors : Dominique Rival
- Costumes : Virginie Dubroca
- Photographie : Grégory Pagnier
- Son : Antoine Brochu
- Montage : Damien Labbé
- Maquillage : Karin Fra
- Coiffure : Véronique Gaillard
- Pays de production :  France
- Langue originale : français
- Format : couleur
- Nombre de saisons : 1
- Nombre d'épisodes : 8
- Durée : 52 minutes
- Date de première diffusion : 4 février 2025 sur France 3

## Épisodes

### Épisode 1:C'est un accident dans la garrigue
Major de l'école de police à 27 ans, la capitaine Iris Villeneuve intègre la brigade de la Grande-Motte, dans le sud de la France, sous les ordres de la commissaire Janvert. Elle enquête sur ce qui semble a priori être une banale affaire d'accident de la route dans la garrigue avec Victor Montagnac, un quinquagénaire aux méthodes peu orthodoxes et jugées dépassées.
- Elsa Maure : Julie Deneau
- Hubert Benhamdine : Erwan Le Guerrec
- Jean-Claude Baudracco : Roland
- Laurent Collombert : Maximilien de Sebart
- Nelly Lawson : Samira Laadji
- Yacinth Bouhmid : Kilian Laadji
- Sherihane Rouquette : Salomé Fastène

### Épisode 2:Le chevalier est tombé au combat
La répétition d'un spectacle de tournoi médiéval vire au drame : un des deux chevaliers meurt lors d'une joute. La commissaire Janvert confie l'enquête à Iris, alimentant les soupçons de favoritisme. En parallèle, Nesrine et David analysent la mauvaise réputation du commissariat.
- Lise Laffont : Florence
- Lubin Bellier : Enzo
- Christophe Vericel : Fred
- Jeanne Godard : Laurine
- Julien Salignon : Stéphane Combrit
- Florian Ould-Rabah : Yanis
- Gilbert Traina : Mayeul
- Inès Pech : Élise

### Épisode 3:C'est une noyade au camping
Une noyade suspecte dans un camping occupe Iris, qui s'interroge sur la stagnation professionnelle de Victor. Pendant ce temps, au commissariat de la Grande-Motte, Pauline et Ryem encadrent les journées de Sam, neveu de la commissaire Janvert, venu en stage.
- Leslie Granger : Eva Dracq
- Jean-François Malet : Michel
- Gabin Visona : Sam
- Julien Masdoua : Boris Gallois
- Marion Trintignant : Alice Gallois
- Sonia Belskaya : Justine
- Victor Vandecasteele : Lucas Morel
- Aurélien Miclot : Léo Geek
- Thibault Fraysse : Kévin

### Épisode 4:C'est un suicide chez les pompiers
À la suite de la chute fatale d'une pompière depuis la tour d'entraînement des pompiers, des tensions éclatent dans sa caserne. Iris et Victor interrogent tous les pompiers. Au commissariat, les regards complices entre Pauline et Ryem n'échappent pas à Jules, le jeune policier chargé de l'accueil.
- Murielle Desaunay : Laurie Clément
- Hervé Masquelier : Charles
- Jean-François Palaccio : commandant pompier
- Franck Libert : Nicolas Verger
- François Pouron : Franck Duez
- Éric Damas : Valentin Merlet
- Lola Donati : Anna Clément
- Cédric Bouvier : Francis Hermant

### Épisode 5:La mort était dans le pré
Iris et Victor se rendent dans une exploitation agricole bio à la suite d'un décès d'un jeune maraîcher. Les analyses s'orientent vers un empoisonnement à l'antigel. Pendant ce temps, au commissariat de la Grande-Motte, David et Nesrine préparent en secret le pot d'anniversaire de la commissaire Janvert.
- Hélène Azema : Françoise Germain
- Aurélien Ferru : Théo Vilard
- Catherine Lecoq : Corinne Maillard
- Flora Bourne-Chastel : Sybille Jolliot
- Benjamin Combettes : Jérémy Louvet
- Sanjay Edward : Maxime Turpin
- Glenn Marausse : Romain Germain
- Jean-Luc Cohen-Rimbault : Christian Dalmasso

### Épisode 6:Un moine a rendu l'âme
L'enquête d'Iris et Victor sur l'homicide d'un moine à l'abbaye de Valmagne fait émerger des secrets enfouis depuis longtemps. Pendant ce temps, à la Grande-Motte, l'attitude désinvolte de deux cousins rappeurs interpellés avant la réalisation d'un braquage éveille la curiosité de Pauline et Ryem.
- Olivier Cabassut : Pierre de Kerfany, le père d'Iris
- Jean-Michel Portal : Frère Mathieu, moine de l'abbaye de Valmagne
- Julie Caix : Océane Vernet
- Léo Guérin : Éli Lemaître
- Ange Abeille : Clément Lemaître
- Georges Besombes : Père Jonas, le père supérieur de l'abbaye
- Marc Pastor : Antoine Vernet, le père d'Océane
- Anaïs Fabre : Léna Vernet, la mère d'Océane
- Frédéric Ambrosini : Hervé Andrieux
- Charles-Éric Petit : Émile Barbier

Lieu de tournage : Abbaye Sainte-Marie de Valmagne

### Épisode 7:La start-up a fait une victime
L'entreprise de cosmétiques Cosmosea organise un séminaire de team building dans les bâtiments de la société Dreamsquad. Erika, la directrice des ressources humaines (DRH) de Cosmosea, est retrouvée morte dans la "rage room". Iris et Victor découvrent que Dreamsquad est dirigée par l'ancienne directrice du marketing de Cosmosea, qui a été licenciée pour cause de burn-out.
- Clément Clavel : Charlie Delattre, PDG de Cosmosea
- Sodadeth San : Erika Gilbert, directrice des ressources humaines (DRH)
- Fabien Baïardi : Arnaud Garcia, ancien directeur commercial
- Charlie Joirkin : Gabrielle Müller, nouvelle directrice commerciale
- Marik Renner : Maud Pellegrin, ancienne directrice du marketing de Cosmosea et directrice de Dreamsquad

### Épisode 8:Le sport c'est dangereux
Dans une salle de sport haut de gamme, un coach sportif meurt brutalement. Iris et Victor mènent l'enquête, tandis que David et Nesrine s'intéressent, eux, à l'achat illégal d'une arme datant du Troisième Reich. Au commissariat, l'équipe se mobilise pour convaincre Jules de maintenir sa candidature à la titularisation.
- Antoine Lermigny : Axel Gaspard, la victime
- Fred Bianconi : Didier Colin / Pascal Colin
- Mélissa Broutin : Léonie Colin
- Quentin Morlaas : Rodolphe Mallet, le patron de la salle de sport
- Sara Ehrhart : Manon Bottini
- Julie Mejean : Jessica Gaspard, la sœur d'Axel
- Rebecca Hampton : Gala Morin
- Casey Calaber : Aurélien Chatel

## Accueil

### Audiences et diffusion

#### En France
En France, la série est diffusée le mardi à 21 h 05 sur France 3 par salve de deux épisodes du 4 au 25 février 2025.
| Épisode              | Diffusion             | Diffusion            | Audience moyenne          | Audience moyenne                       | Audience moyenne         | Audience moyenne | Réf.   |
| Épisode              | Jour                  | Horaire              | Nombre de téléspectateurs | Part de marché (sur les 4 ans et plus) | Part de marché (FRDA-50) | Classement       | Réf.   |
| -------------------- | --------------------- | -------------------- | ------------------------- | -------------------------------------- | ------------------------ | ---------------- | ------ |
| 1                    | Mardi 4 février 2025  | 21 h 05 - 22 h 00    | 3 980 000                 | 20 %                                   | 6,1 %                    | 1er              | [ 7 ]  |
| 2                    | Mardi 4 février 2025  | 22 h 00 - 22 h 55    | 3 480 000                 | 20,3 %                                 | 6,1 %                    | 1er              | [ 7 ]  |
| 3                    | Mardi 11 février 2025 | 21 h 05 - 22 h 00    | 3 630 000                 | 18,7 %                                 | 3,6 %                    | 1er              | [ 8 ]  |
| 4                    | Mardi 11 février 2025 | 22 h 00 - 22 h 55    | 3 120 000                 | 19,2 %                                 | 3,6 %                    | 1er              | [ 8 ]  |
| 5                    | Mardi 18 février 2025 | 21 h 05 - 22 h 00    | 3 340 000                 | 17,2 %                                 | 3,8 %                    | 1er              | [ 9 ]  |
| 6                    | Mardi 18 février 2025 | 22 h 00 - 22 h 55    | 3 170 000                 | 19,3 %                                 | 3,8 %                    | 2e               | [ 9 ]  |
| 7                    | Mardi 25 février 2025 | 21 h 05 - 22 h 00    | 3 230 000                 | 16 %                                   | 4 %                      | 2e               | [ 10 ] |
| 8                    | Mardi 25 février 2025 | 22 h 00 - 22 h 55    | 2 840 000                 | 17,3 %                                 | 4 %                      | 2e               | [ 10 ] |
|                      |                       |                      |                           |                                        |                          |                  |        |
| Moyenne de la saison | Moyenne de la saison  | Moyenne de la saison | 3 350 000                 | 18,5 %                                 | 4,4 %                    |                  | [ 11 ] |

- Les plus hauts chiffres d'audience
- Les plus bas chiffres d'audience